# دریاچه ایندر (روسیه)
دریاچه ایندر (روسی: Индерь) یک دریاچه در استان نووسیبیرسک کشور روسیه است..